# Nayagaun
Nayagaun – gaun wikas samiti w zachodniej części Nepalu w strefie Rapti w dystrykcie Pyuthan. Według nepalskiego spisu powszechnego z 2001 roku liczył on 605 gospodarstw domowych i 3271 mieszkańców (1722 kobiet i 1549 mężczyzn).